# Józef Degórski
Józef Degórski (ur. 17 sierpnia 1878 w Grabowie nad Prosną, zm. 15 stycznia 1947 w Piekarach Śląskich) – polski farmaceuta.

## Życiorys
Był synem aptekarza Antoniego Degórskiego i Heleny z domu Janowskiej. W 1899 r. ukończył z wyróżnieniem gimnazjum w Lesznie i podjął pracę w aptece szpitala pod wezwaniem Wszystkich Świętych we Wrocławiu, następnie kontynuował praktykę w aptece Victoria w Berlinie, gdzie w 1902 roku zdał egzamin na stopień pomocnika aptekarskiego.
W 1904 r. rozpoczął studia na Wydziale Filozoficznym Uniwersytetu Wrocławskiego, jednakże po roku przeniósł się do Rostocku, gdzie studiował równocześnie farmację i chemię. W 1906 r. zdał z wynikiem celującym egzamin państwowy i uzyskał dyplom aptekarza aprobowanego. Kontynuował studia chemiczne na uniwersytecie w Rostocku, gdzie 22 grudnia1909 r. obronił rozprawę doktorską pt. ,,Beitrage zur Kenntnis des Cummarons und einiger seiner Derivate”.
W latach 1910–1913 pracował jako przedstawiciel naukowy oddziału Farmaceutycznego Towarzystwa Akcyjnego „Farbenfabriken vormals Fried r. Bayer & Co.” w Leverkusen. Na półtora roku przed wybuchem pierwszej wojny światowej objął stanowisko dyrektora oddziału berlińskiego firmy „Prof. D r. v. Poehi & Söhne, St. Petersburg”, specjalizującej się w produkcji preparatów organoterapeutycznych. Siedziba tej fabryki znajdowała się w Petersburgu i dlatego z chwilą wybuchu wojny w sierpniu 1914 r. jej filia w Berlinie została zlikwidowana, a Degórski ponownie podjął pracę aptekarza. Podczas wojny był zatrudniony w aptekach w Poznaniu, Pobiedziskach i Friedlandzie. Służył również w armii pruskiej w charakterze aptekarza wojskowego. 
Pod koniec 1919 r. zgłosił się do dyspozycji władz niepodległej Polski i został mianowany kierownikiem Inspektoratu Pracy w Lesznie. Wkrótce potem  z uwagi na swoje wykształcenie został skierowany do Wielkopolskiej Huty Miedzi w Poznaniu, gdzie pełnił funkcję zastępcy członka zarządu. W kilka lat później oddelegowano go na podobne stanowisko członka zarządu w Zakładach Przemysłu Kartoflanego „Wronki” we Wronkach. Równocześnie został mianowany radcą Izby Przemysłowo-Handlowej w Poznaniu, która umieściła go na liście biegłych rewidentów. Z okazji 10-lecia niepodległości Rzeczypospolitej Polskiej Rada Główna Powszechnej Wystawy Krajowej w Poznaniu nadała mu dyplom uznania za wybitne zasługi w dziedzinie organizacji przemysłu spożywczego w Polsce. 
W 1932 r. osiedlił się w dzielnicy Piekar Śląskich Szarleju, gdzie kupił aptekę „Mariańską”. W rok później walne zgromadzenie oddziału górnośląskiego Polskiego Powszechnego Towarzystwa Farmaceutycznego wybrało go do władz tej organizacji. Przez kilka kadencji sprawował obowiązki przewodniczącego Sądu Koleżeńskiego PPTF oraz brał udział w pracach komisji problemowych.
Po wybuchu II wojny światowej nadal prowadził aptekę w Piekarach. 8 kwietnia 1940 r. aresztowało go gestapo. Dzięki interwencji rodziny oraz wysokiemu okupowi udało się go jeszcze tego samego dnia wydobyć z więzienia. Nie miał już prawa prowadzić swojej apteki, ale wobec niedoboru wykwalifikowanych farmaceutów wolno mu było pracować w innych. Jeszcze kilka razy był przez Niemców zatrzymywany. Wraz z innymi farmaceutami niósł konspiracyjną pomoc więźniom obozach, przekazując dla nich leki.
Po zakończeniu wojny powrócił do pracy we własnej aptece „Mariańskiej” w Piekarach Śląskich. W lutym 1945 r. uczestniczył w zebraniu organizacyjnym, na którym doszło do utworzenia Okręgowej Izy Aptekarskiej w Katowicach i został powołany na jej prezesa. Za czasów swej krótkiej kadencji postawił katowicką Izbę Aptekarską na wysokim poziomie organizacyjnym. Powstały agendy i komisje problemowe, zorganizowano Spółdzielczy Bank Aptekarski oraz Spółdzielnię Farmaceutyczną „Vis”, zabezpieczono opuszczone apteki, rejestrowano personel fachowy, utworzono fundusz stypendialny dla studentów farmacji i podejmowano wiele innych działań.
Józef Degórski zmarł nagle w dniu 15 stycznia 1947 r. na skutek wypadku na ulicy. Po jego śmierci obowiązki prezesa Izby Aptekarskiej w Katowicach przejął mgr Mieczysław Estkowski, powołany na to stanowisko komisarycznie przez Urząd Wojewódzki w Katowicach.